# Sala socken
Sala socken i Västmanland ingick i Övertjurbo härad, uppgick 1952 i Sala stad och området är sedan 1971 en del av Sala kommun, från 2016 inom Sala distrikt.
Socknens areal var 72,92 kvadratkilometer, varav 71,46 land. År 1952 fanns här 912 invånare. Orterna Jugansbo, Saladamm och Broddbo samt sockenkyrkan Sala sockenkyrka ligger inom sockenområdet. 

## Administrativ historik
Sala socken har medeltida ursprung. 15 april 1624 utbröts Sala stad och Sala stadsförsamling och församlingen namnändrades till Sala landsförsamling.
Vid kommunreformen 1862 övergick socknens ansvar för de kyrkliga frågorna till Sala landsförsamling och för de borgerliga frågorna till Sala landskommun. Landskommunen inkorporerades 1952 i Sala stad som 1971 ombildades till Sala kommun. Församlingen uppgick 1962 i Sala församling.
1 januari 2016 inrättades distriktet Sala, med samma omfattning som Sala församling hade 1999/2000 och fick 1962, och vari detta sockenområde ingår.
Socknen har tillhört fögderier, tingslag och domsagor enligt vad som beskrivs i artikeln Övertjurbo härad.  De indelta soldaterna tillhörde Västmanlands regemente, Väsby kompani och Livregementets grenadjärkår, Östra Västmanlands kompani.

## Geografi
Sala socken låg längs Sagån sydost och nordost om Sala stad samt nordväst därom i två mindre exklaver vid Broddbo. Socknen är en slättbygd.
Väsby kungsgård har dominerat området historiskt och från dess mark utbröts stora områden till staden vid dess bildande som till 1909 var Sveriges till ytan största stad, större än socknen.
Sala socken genomkorsas av riksväg 70, riksväg 56 och järnvägslinjen Sala-Oxelösund.
Socknens huvuddel gränsar i norr mot Möklinta socken, i öster mot Enåkers och Norrby socknar (i Uppland), och i söder och väster mot Sala stadsregisterområde (Sala stad före 1952). Exklaverna vid Broddbo ligger mellan stadsregisterområdet och Kila socken i väster. Området i sydost avgränsas av den gamla stadsgränsen i nordväst, Sagån, som utgör gräns mot Norrby socken, i öster och Kumla sockens gräns i söder.

## Fornlämningar
Inom Sala socken har man funnit gravar från  järnåldern. Man har även funnit gravfynd från vikingatiden. I Sala landskyrka finns en runsten.

## Namnet
Namnet (1355 Salum) kommer från kyrkbyn och innehåller plural av sal, 'hus med ett rum, bod'.

## Befolkningsutveckling
| Befolkningsutvecklingen i Sala socken 1810–1960 | Befolkningsutvecklingen i Sala socken 1810–1960 | Befolkningsutvecklingen i Sala socken 1810–1960 | Befolkningsutvecklingen i Sala socken 1810–1960 | Befolkningsutvecklingen i Sala socken 1810–1960 |
| --- | ----------------------------------------------- | ----------------------------------------------- | ----------------------------------------------- | ----------------------------------------------- |
| |                                                 |                                                 |                                                 |                                                 |
| År |                                                 |                                                 | Folkmängd                                       |                                                 |
| 1810 | 1810                                            |                                                 | 1 287                                           |                                                 |
| 1820 | 1820                                            |                                                 | 1 309                                           |                                                 |
| 1830 | 1830                                            |                                                 | 983                                             |                                                 |
| 1840 | 1840                                            |                                                 | 958                                             |                                                 |
| 1850 | 1850                                            |                                                 | 972                                             |                                                 |
| 1860 | 1860                                            |                                                 | 988                                             |                                                 |
| 1870 | 1870                                            |                                                 | 1 134                                           |                                                 |
| 1880 | 1880                                            |                                                 | 1 387                                           |                                                 |
| 1890 | 1890                                            |                                                 | 1 290                                           |                                                 |
| 1900 | 1900                                            |                                                 | 1 269                                           |                                                 |
| 1910 | 1910                                            |                                                 | 1 218                                           |                                                 |
| 1920 | 1920                                            |                                                 | 1 419                                           |                                                 |
| 1930 | 1930                                            |                                                 | 1 316                                           |                                                 |
| 1940 | 1940                                            |                                                 | 1 145                                           |                                                 |
| 1950 | 1950                                            |                                                 | 916                                             |                                                 |
| 1960 | 1960                                            |                                                 | 733                                             |                                                 |
| Anm: Tabellen avser Sala landsförsamling, ej staden. Källor: Umeå universitet - Tabellverket 1749-1859, Demografiska databasen, CEDAR, Umeå universitet |                                                 |                                                 |                                                 |                                                 |